# Khatatba
Khatatba est une ville du gouvernement de Monufia  situé en Basse-Égypte, à 43 kilomètres au nord de la capitale égyptienne. Le Caire. Il se trouve juste au-dessus du canal de Khatatba, celui-ci part du fleuve Nil . 

## Historique
La ville servait de point de départ du Caire vers les zônes désertiques. Khatatba est le site du monastère de Saint George ou "Dair Mari Girgis". Il fournit à la population copte de la région, un centre pour des rencontres religieuses. 
Avant d’être président de l’Égypte, Gamal Abdel Nasser a habité à Khatatba entre 1923 et 1924. Khatatba était également le secteur de la 8ème brigade blindée de l'armée britannique . 